# Bahnhof Bad Gandersheim

Der Bahnhof Bad Gandersheim liegt in der Stadt Bad Gandersheim, Landkreis Northeim (Niedersachsen). Heute handelt es sich bei der Betriebsstelle nur noch um einen Haltepunkt.

## Lage
Der Haltepunkt befindet sich südwestlich der Innenstadt von Bad Gandersheim an der Bahnstrecke Börßum–Kreiensen. Die in Bad Gandersheim beginnende Lammetalbahn nach Groß Düngen wurde im südlichen Abschnitt für den Personenverkehr 1975 stillgelegt und die Gleise 1994 abgebaut. Auf ihrer Trasse verläuft heute zwischen Bad Gandersheim und Lamspringe ein Rad- und Wanderweg, der sogenannte Skulpturenweg.

## Bahnanlagen

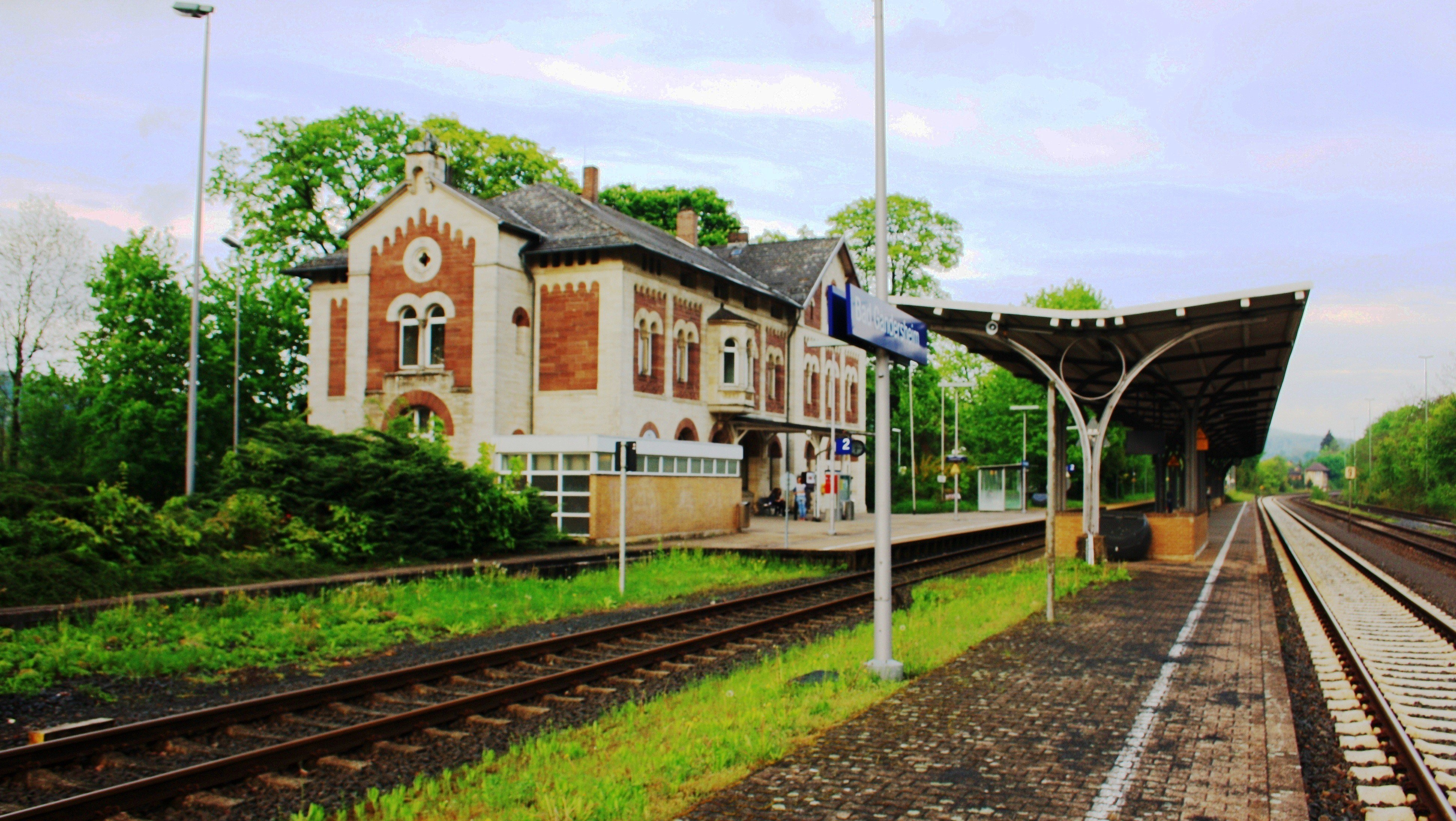
Blick von Bahnsteig 3 auf das Empfangsgebäude (2013)

Bad Gandersheim besitzt heute jeweils einen Bahnsteig an den Gleisen 2 und 3, wobei Bahnsteig 3 eine Überdachung besitzt und durch eine Unterführung zu erreichen ist. Das ehemals am Hausbahnsteig anliegende Gleis 1 der Lammetalbahn ist zurückgebaut. Das Wärterstellwerk „Go“ aus dem Jahr 1946 wurde im November 2005 außer Betrieb genommen, das Fahrdienstleiterstellwerk „Gwf“ stammt von 1937.
In den letzten Jahres des Bestehens von Bad Gandersheim als Bahnhof war dieser in mehrere Betriebsstellen aufgeteilt. Stellwerk „Gwf“ bediente zuletzt als Blockstelle die als Bahnhofsteil Bad Gandersheim Gbf Abzw behandelte Abzweigstelle, die eine Überleitung zwischen den Streckengleisen ermöglichte und zudem das als Bad Gandersheim Gbf bezeichnete Gleis 4 anband, während die Bahnsteige des einstigen Bahnhofes nurmehr als Haltepunkt der freien Strecke geführt wurden. Mit Inbetriebnahme des elektronischen Stellwerkes in Seesen im November 2018 wurde Stellwerk „Gwf“ außer Betrieb genommen und Gleis 4 sowie die Überleitmöglichkeit zwischen den Streckengleisen und damit alle verbliebenen Weichen zurückgebaut.

## Bedienung
| Linie | Verlauf | Taktfrequenz                                                        | EVU      |
| ----- | --- | ------------------------------------------------------------------- | -------- |
| RB 46 | Kreiensen – Bad Gandersheim – Seesen – Salzgitter-Bad – Braunschweig                                       | einzelnes Zugpaar                                                   | DB Regio |
| RB 82 | (Göttingen – Northeim –) Kreiensen – Bad Gandersheim – Seesen – Langelsheim – Goslar – Oker – Bad Harzburg | Göttingen–Kreiensen: 120 min Kreiensen–Bad Harzburg: etwa 40/80 min | DB Regio |

## Trivia
Die Verkehrsstation kann nicht mehr von Omnibussen bedient werden, da deren Wendeschleife zusammen mit dem Empfangsgebäude von der Deutschen Bahn verkauft wurde und der neue Eigentümer das Wenden nicht mehr zulässt. Der SPD-Politiker Uwe Schwarz fragte Ende 2014 sowie nochmals Mitte 2015 bei der Landesregierung nach. In der Erklärung aus dem Dezember 2014 teilte die Deutsche Bahn mit, dass ein entsprechendes Wegerecht beim Verkauf des Grundstücks in den Vertrag aufgenommen wurde. Allerdings sehe die Deutsche Bahn auch die Stadt Bad Gandersheim in der Pflicht.